# Turkse uil
De Turkse uil (Chrysodeixis chalcites) is een nachtvlinder uit de familie Noctuidae, de uilen.
De wetenschappelijke naam chalcites is de naam voor een koperkleurige steen en verwijst naar de kleur van de vleugels.
De voorvleugellengte bedraagt tussen de 15 en 18 millimeter. De soort komt voor in Zuid-Europa en in tropisch Afrika. Daar kent de vlinder een telkens doorgaande ontwikkeling zonder overwinteringsstadium.

## Waardplanten
De Turkse uil heeft diverse allerlei kruidachtige planten als waardplant, waaronder bijvoorbeeld slangenkruid, moerasscherm en braam, en gekweekte planten als tomaat, aardbei en tabaksplant.

## Voorkomen in Nederland en België
De Turkse uil is in Nederland en België te vinden als trekvlinder, die verspreid over het hele gebied kan worden gezien. Hij wordt ook regelmatig als rups met plantmateriaal geïmporteerd. In de glastuinbouw kan de vlinder zich als plaaginsect ontwikkelen. De vlinder wordt hier gezien van juni tot en met oktober.